# Hohenzollerische Landesbank Kreissparkasse Sigmaringen
Die Hohenzollerische Landesbank Kreissparkasse Sigmaringen ist eine öffentlich-rechtliche Sparkasse mit Hauptsitz in Sigmaringen.

## Geschäftszahlen
Die Hohenzollerische Landesbank Kreissparkasse Sigmaringen wies im Geschäftsjahr 2023 eine Bilanzsumme von 1,989 Mrd. Euro aus und verfügte über Kundeneinlagen von 1,431 Mrd. Euro. Gemäß der Sparkassenrangliste 2023 liegt sie nach Bilanzsumme auf Rang 238. Sie unterhält 17 Filialen/Selbstbedienungsstandorte und beschäftigt 261 Mitarbeiter.
Dem Vorstand der Hohenzollerischen Landesbank Kreissparkasse Sigmaringen bilden Landesbankdirektor Michael Hahn und Bankdirektor Klaus Rein.

## Geschichte
Die Geschichte der Bank geht in ihren Ursprüngen auf eine Stiftung durch Fürst Karl von Hohenzollern-Sigmaringen zurück. Dieser gründete mit einer Einlage von 10.000 Gulden am 4. November 1834 die Spar- und Leihkasse für das Fürstentum Hohenzollern-Sigmaringen. Die Sparkasse öffnete am 7. Februar 1835 erstmals ihre Pforten. 1849 erwarb die Kasse den Westflügel des Ständehauses in Sigmaringen. Bis heute befindet sich der Hauptsitz der Landesbank Kreissparkasse in diesem, inzwischen komplett in ihrem Eigentum befindlichen, historischen Gebäude am Leopoldplatz.
Durch politische Umbrüche im Jahre 1850, die Hohenzollernschen Lande schlossen sich dem Preußen an, wobei die Fürstentümer Hohenzollern-Hechingen und Hohenzollern-Sigmaringen zum preußischen „Regierungsbezirk Sigmaringen“ zusammengefasst wurden, erweiterte sich das Geschäftsgebiet. 1952 wurde Hohenzollern Bestandteil des neu gegründeten Bundeslandes Baden-Württemberg.
1854 wurde das Stiftungskapital um umgerechnet 20.000 Euro aus der preußischen Staatskasse erhöht. Das Institut nannte sich damals Spar- und Leihkasse für die Hohenzollerischen Lande. Im Jahr 1855 wurden Kassenscheine eingeführt. Diese werden 1889 zusammen mit den Spareinlagen mündelsicher. Bereits 1911 besaß die Sparkasse 31 Einnehmereien.
Die Auswirkungen des Ersten Weltkriegs zwangen die Sparkasse 1918 zur Ausgabe von Notgeld. Zum Höhepunkt der Inflation 1923 betrug die Bilanzsumme 367.000 Billionen Mark. Dieser Missstand wurde durch die Währungsreform 1924 behoben. Eine erste Buchungsmaschine wurde 1927 angeschafft. 1930 wurde die Sparkasse abermals umbenannt, dieses Mal in Hohenzollerische Landesbank Spar- und Leihkasse. Durch die Währungsreform von 1948 wurde am 21. Juni dieses Jahres in den drei westlichen Besatzungszonen Deutschlands die Deutsche Mark eingeführt.
Im Jahr 1956 erreichte die Bilanzsumme erstmals die DM-Milliardengrenze.
Durch Umbau und Vergrößerung der Bankstelle in Gammertingen im Jahr 1959 erfolgte die Umwandlung in eine Hauptzweigstelle. Im Folgejahr zog die Zweigstelle Ostrach in ihren Neubau um. Im Jahr 1963 begann der Umbau der Hauptstelle in Sigmaringen. In neuen Räumen nahm sie am 20. September 1965 den Betrieb auf. 1964 erfolgte die Einführung des Münzgeschäfts und 1967 die der Elektronischen Datenverarbeitung. Im gleichen Jahr kam es zur Umbenennung in Hohenzollerische Landesbank Spar- und Girokasse.
Im Zuge der Kreisreform in Baden-Württemberg 1973 änderte sich das Geschäftsgebiet einschneidend. Nahezu die Hälfte des Geschäftsgebietes, diejenige im ehemaligen Hohenzollern-Hechingen, fiel weg. Neu hinzu kamen große Gebiete aus der württembergischen Region der früheren Kreissparkasse Saulgau. Das ehemalige Hohenzollern-Sigmaringen blieb Geschäftsgebiet. Es entstand das neue Wirkungsfeld mit den fünf Regionaldirektionen in Bad Saulgau, Gammertingen, Mengen, Ostrach und Sigmaringen, woraufhin 1974 die Umbenennung in den heutigen Namen Hohenzollerische Landesbank - Kreissparkasse Sigmaringen erfolgte.
In den Jahren 1983 und 1984 wurden in Sigmaringen, Saulgau, Mengen und Gammertingen Geldausgabeautomaten eingeführt. Daraufhin wurden zwischen 1984 und 1989 die Geschäftsstellen ausgebaut und modernisiert. 1997 wurde nach zweijähriger Renovierungszeit das Sparkassen-Forum im Hofgarten in Sigmaringen eröffnet. Im selben Jahr begann der Neu- und Umbau des Ständehauses. Seit der offiziellen Eröffnung 1999 bietet dieses nun Platz für 210 Mitarbeiter.
2004 kam es zur Eröffnung der neuen Regionaldirektion in Gammertingen. Eine eigene Versicherungsagentur wurde 2006 eingeführt. Die neue Regionaldirektion in Bad Saulgau wurde 2007 nach Generalsanierung und Umbau eröffnet.
Im Jahr 2009 feierte die Landesbank Kreissparkasse ihr 175-jähriges Jubiläum mit mehreren Veranstaltungen und der Einführung der Sparkassenstiftung der Landesbank Kreissparkasse, einer Stiftung mit einer Million Euro anfänglichem Stiftungsvermögen.

## Vorstandsvorsitz
Michael Hahn, damals stellvertretender Vorstandsvorsitzender der Sparkasse Paderborn, wurde aus 25 Bewerbern am 22. Januar 2010 durch den Verwaltungsrat zum Nachfolger von Joachim Herrmann gewählt. Herrmann wurde am 1. Dezember 2009 zum Geschäftsführer des Sparkassenverbandes Baden-Württemberg ernannt. Zum 1. Mai 2010 trat Hahn sein Amt in Sigmaringen an.